# Rother (district)
Pour les articles homonymes, voir Rother.
Rother est un district d'Angleterre. Il se situe dans la région du Sud-Est dans le comté de l'East Sussex.
Il est composé de 29 paroisses civiles.